# Gare de La Valbonne
La gare de La Valbonne est une gare ferroviaire française de la ligne de Lyon-Perrache à Genève (frontière), située au village de La Valbonne sur le territoire de la commune de Béligneux, dans le département de l'Ain, en région Auvergne-Rhône-Alpes. 
C'est une gare de la Société nationale des chemins de fer français (SNCF), desservie par des trains TER Auvergne-Rhône-Alpes.

## Situation ferroviaire
Établie à 203 mètres d'altitude, la gare de La Valbonne est située au point kilométrique (PK) 30,464 de la ligne de Lyon-Perrache à Genève (frontière), entre les gares de Montluel et de Meximieux - Pérouges.

## Histoire

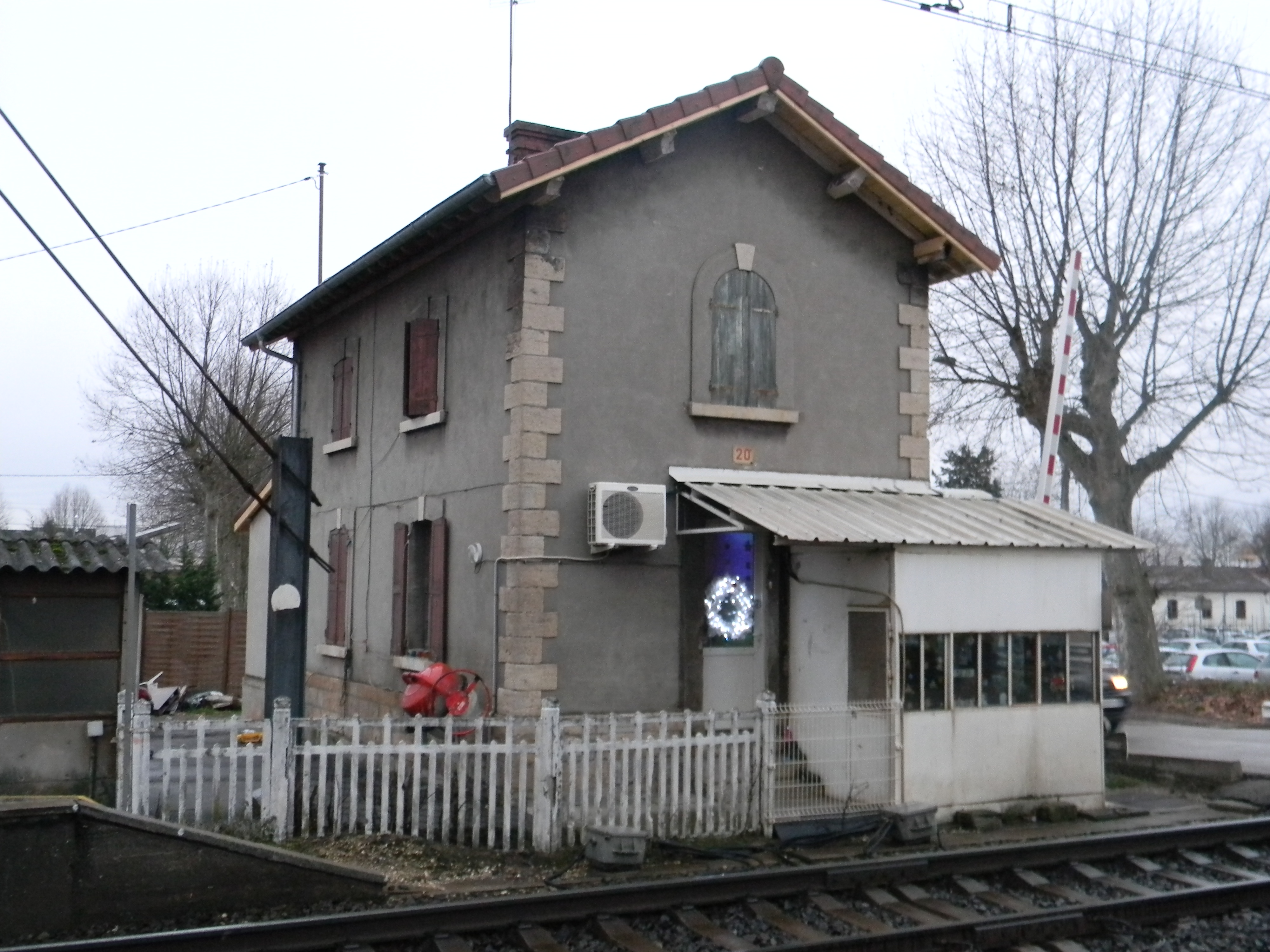
L'ancienne maison de garde-barrières, de la gare.

La ligne ferroviaire mise en service le 23 juin 1856 n'avait pas à l'origine d'arrêt à Béligneux-Balan. En février 1866, le conseil municipal de Balan émet le souhait de voir l'établissement d'une gare à proximité de son territoire. En premier lieu, cette demande a pour conséquence le lancement d'un projet de halte ferroviaire au lieu-dit La Grande Dangereuse. Il fut finalement abandonné au profit de la construction de la gare de La Valbonne en 1872. 
Le 9 juin 1955, le bâtiment principal de la gare (construit en bois) est détruit par un incendie. Le nouveau bâtiment de la gare qui le remplace est construit à proximité à partir du 9 septembre 1957. La nouvelle gare est mise en service le 15 juin 1958. 

## Fréquentation
Selon les estimations de la SNCF, la fréquentation annuelle de la gare s'élève aux nombres indiqués dans le tableau ci-dessous.
| Année               | 2024    | 2023    | 2022    | 2021    | 2020    | 2019    | 2018    | 2017    | 2016    | 2015    |
| ------------------- | ------- | ------- | ------- | ------- | ------- | ------- | ------- | ------- | ------- | ------- |
| Nombre de voyageurs | 230 674 | 214 395 | 211 394 | 158 092 | 128 045 | 201 648 | 180 282 | 195 194 | 183 082 | 187 822 |

## Service des voyageurs

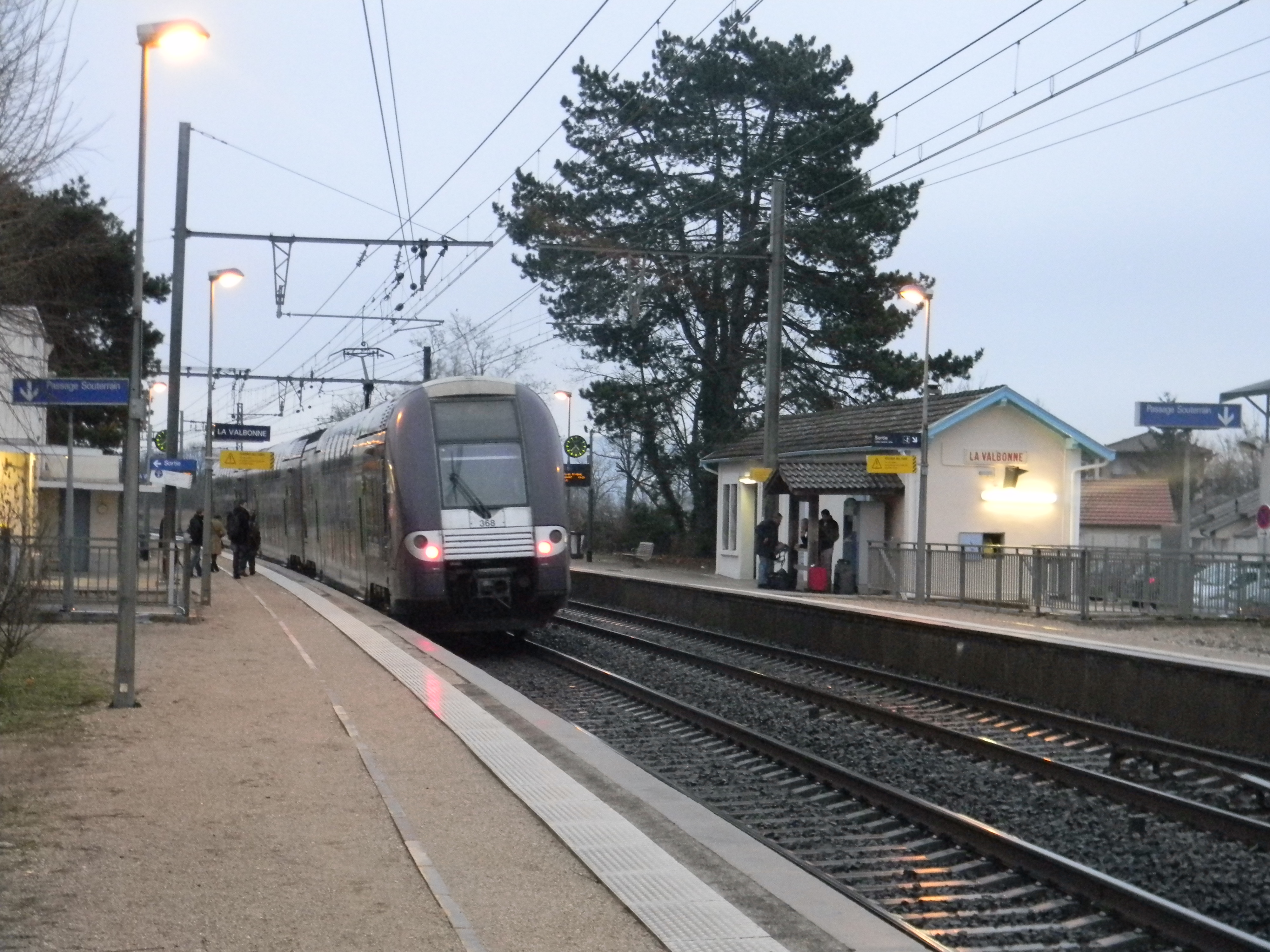
Train entrant en gare de La Valbonne.

### Accueil
Halte SNCF, c'est un point d'arrêt non géré (PANG) à entrée libre. Elle est équipée d'automates pour l'achat de titres de transport.

### Desserte
La-Valbonne est desservie par des trains TER Auvergne-Rhône-Alpes qui effectuent des missions entre les gares de Lyon-Part-Dieu et Ambérieu-en-Bugey. Du fait de sa proximité avec Lyon, elle est desservie très régulièrement et à horaires cadencés dans le cadre du projet Réseau express de l'aire urbaine lyonnaise (REAL). Des correspondances sont possibles, en gare d'Ambérieu-en-Bugey, vers Culoz, Genève-Cornavin, Évian-les-Bains, Annecy et Saint-Gervais-les-Bains-Le Fayet.

### Intermodalité
Un parc pour les vélos et un parking pour les véhicules sont aménagés.